# Mark Protosevich
Mark Protosevich est un scénariste américain, né le 24 août 1961 à Chicago.

## Filmographie
- 2000 : The Cell de Tarsem Singh
- 2006 : Poséidon de Wolfgang Petersen
- 2007 : Je suis une légende de Francis Lawrence
- 2011 : Thor de Kenneth Branagh
- 2013 : Old Boy de Spike Lee